# قرش ذو بقع سوداء
القرش ذو البقع السوداء (الاسم العلمي: Carcharhinus sealei)، نوع من القرش الترابي وينتمي إلى فصيلة البنبكيات.
يوجد في منطقة المحيط الهادي الهندي بين خطي العرض 24 درجة شمالا و30 درجة جنوبا، من السطح إلى عمق حوالي 40 مترا (130 قدما). طوله أقل بقليل من متر واحد ولا يعتبر خطيراً على الإنسان. يتغذى بشكل رئيسي على الأسماك والقشريات والحبار. يتم صيد هذا القرش أيضًا في المصايد الصغيرة للاستهلاك البشري.